# كلادينة أليفة الغرانيت
كلادينة أليفة الغرانيت (الاسم العلمي:Caladenia graniticola) هي نوع من النباتات تتبع جنس الكلادينة من الفصيلة السحلبية.